# 黑耀鯰
黑耀鯰，為輻鰭魚綱鯰形目塘虱魚科的其中一種，分布於非洲剛果河流域，棲息在水底，體長可達26公分。

## 扩展阅读
維基物種上的相關：黑耀鯰